# Mera (Ecuador)

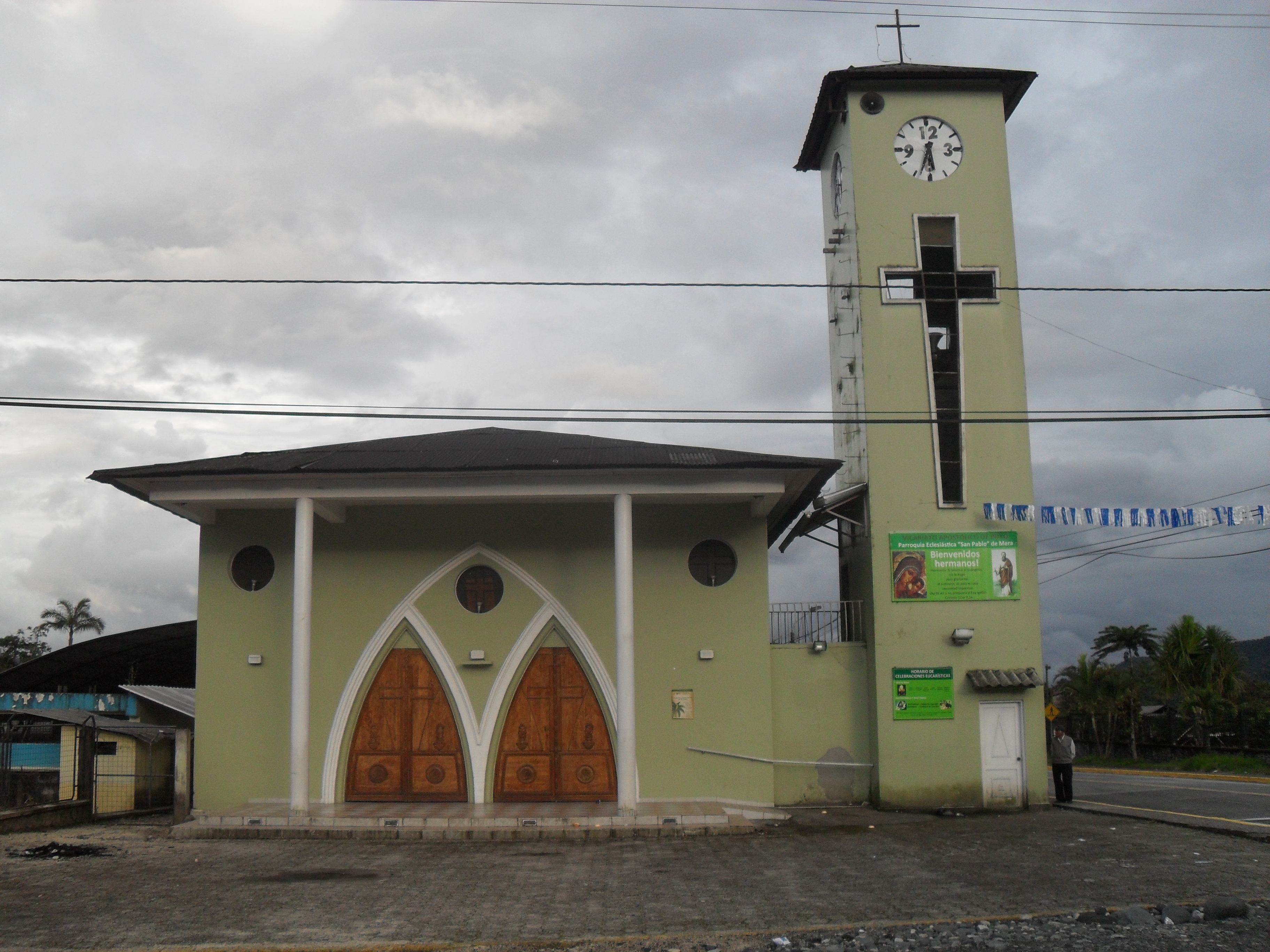
Kirche in Mera

Mera ist eine Ortschaft und die einzige Parroquia urbana im Kanton Mera der ecuadorianischen Provinz Pastaza. Die Parroquia besitzt eine Fläche von 360,9 km². Beim Zensus 2010 wurden 1521 Einwohner gezählt. Davon lebten 768 Einwohner im Hauptort.

## Lage
Die Parroquia Mera liegt an der Ostflanke der Cordillera Real. Das Gebiet liegt in Höhen zwischen 1040 m und 2850 m. Es liegt am linken Flussufer des Río Pastaza. Die westliche Verwaltungsgrenze verläuft entlang der Cordillera de las Torres, einem Gebirgszug der östlichen Anden. Der nördliche Gebietsteil wird über die Flüsse Río Piatúa und Río Anzu nach Osten entwässert. Der südliche Gebietsteil wird über die Flüsse Río Alpayacu und Río Pindo Grande, ein rechter Nebenfluss des Río Puyo, nach Süden entwässert. Der etwa 1120 m hoch gelegene Hauptort Mera befindet sich 13 km westnordwestlich der Provinzhauptstadt Puyo am linken Flussufer des Río Pastaza. Die Fernstraße E30 (Puyo–Baños) führt an Mera vorbei.
Die Parroquia Mera grenzt im Norden an die Provinz Napo mit dem Kanton Carlos Julio Arosemena Tola, im Osten an die Parroquias Santa Clara (Kanton Santa Clara), Teniente Hugo Ortiz, Fátima und Puyo (alle drei im Kanton Pastaza), im Südosten an die Parroquia Shell, im Süden an die Provinz Morona Santiago mit der Parroquia Cumandá (Kanton Palora) sowie im Westen an die Provinz Tungurahua mit der Parroquia Río Negro (Kanton Baños de Agua Santa).

## Geschichte
Die Parroquia Mera wurde am 20. Juli 1920 im Kanton Pastaza gegründet. Mit der Schaffung des Kantons Mera am 11. April 1967 wurde Mera eine Parroquia urbana und Sitz der Kantonsverwaltung.

## Ökologie
Der gebirgige Nordwesten der Parroquia liegt im Nationalpark Llanganates.